# Xylodisculidae
Xylodisculidae zijn een familie van weekdieren uit de klasse van de Gastropoda (slakken).

## Taxonomie
Het volgende geslacht is bij de familie ingedeeld:
- Xylodiscula B. A. Marshall, 1988[2]